# Harrisoniella hopkinsi
Harrisoniella hopkinsi (лат.) — вид бескрылых насекомых семейства Philopteridae из отряда пухоедов и вшей. Постоянные паразиты птиц. Южное полушарие: ЮАР, Австралия, Новая Зеландия.

## Описание
Темно-коричневый с продолговатой головой и чрезвычайно крупный — H. hopkinsi — один из самых крупных видов перьевых вшей, самцы которого достигают длины 9 мм. Они живут в основном на перьях крыльев, но вполне могут двигаться, если их потревожить или если их птица-хозяин умрет. Обычно на одной птице-хозяине встречается менее полудюжины взрослых особей; это низкий показатель по сравнению с другими видами перьевых вшей, число которых может исчисляться сотнями. Harrisoniella hopkinsi был обнаружен на перьях странствующего альбатроса (Diomedea exulans) и южного королевского альбатроса (Diomedea epomophora). Назван в честь английского энтомолога G. H. E Hopkins.
В настоящее время (вместе с видами Harrisoniella copei, H. densa, H. ferox) включён в состав рода Harrisoniella Bedford, 1929.